# 西村製作所
株式会社西村製作所（にしむらせいさくしょ、英: Nishimura Co., Ltd.）は、日本の天体望遠鏡、観測機器メーカーである。

## 概要
明治30年代に創業、理学機器などの製造販売を手がける。1926年には国産第1号の反射望遠鏡を製作、京都大学へ納入している。
1963年に法人を設立、株式会社西村製作所となる。
西村製作所の製品は世界各国の研究施設、公開天文台などで採用実績がある。

## 主な製品
- 天体望遠鏡

望遠鏡の制御機器、観測機器、ソフトウェアも含めた望遠鏡システムを製造している。
- 太陽望遠鏡

太陽観測に特化した太陽望遠鏡も製造しており、Hα線などの各種フィルターも取り扱っている。
- 観測機器

望遠鏡に取り付けて観測するための冷却CCDカメラなども取り扱っている。
- 天体ドーム

望遠鏡本体を納める天体ドームの設計、製造もおこなっている。

## 事業所
- 本社（京都府京都市南区）
- 滋賀研究所（滋賀県大津市）

## 納入実績
- なよろ市立天文台きたすばる 1.6m反射式望遠鏡（ピリカ望遠鏡）北海道大学が保有
- 京都産業大学神山天文台 1.3m反射式望遠鏡（荒木望遠鏡）
- 国立天文台石垣島天文台 105cm反射式望遠鏡（むりかぶし望遠鏡）
- 京都大学飛騨天文台 太陽磁場活動望遠鏡(SMART)
- 東京大学アタカマ天文台 1m光学式反射天体望遠鏡